# Vicolo d'Oro

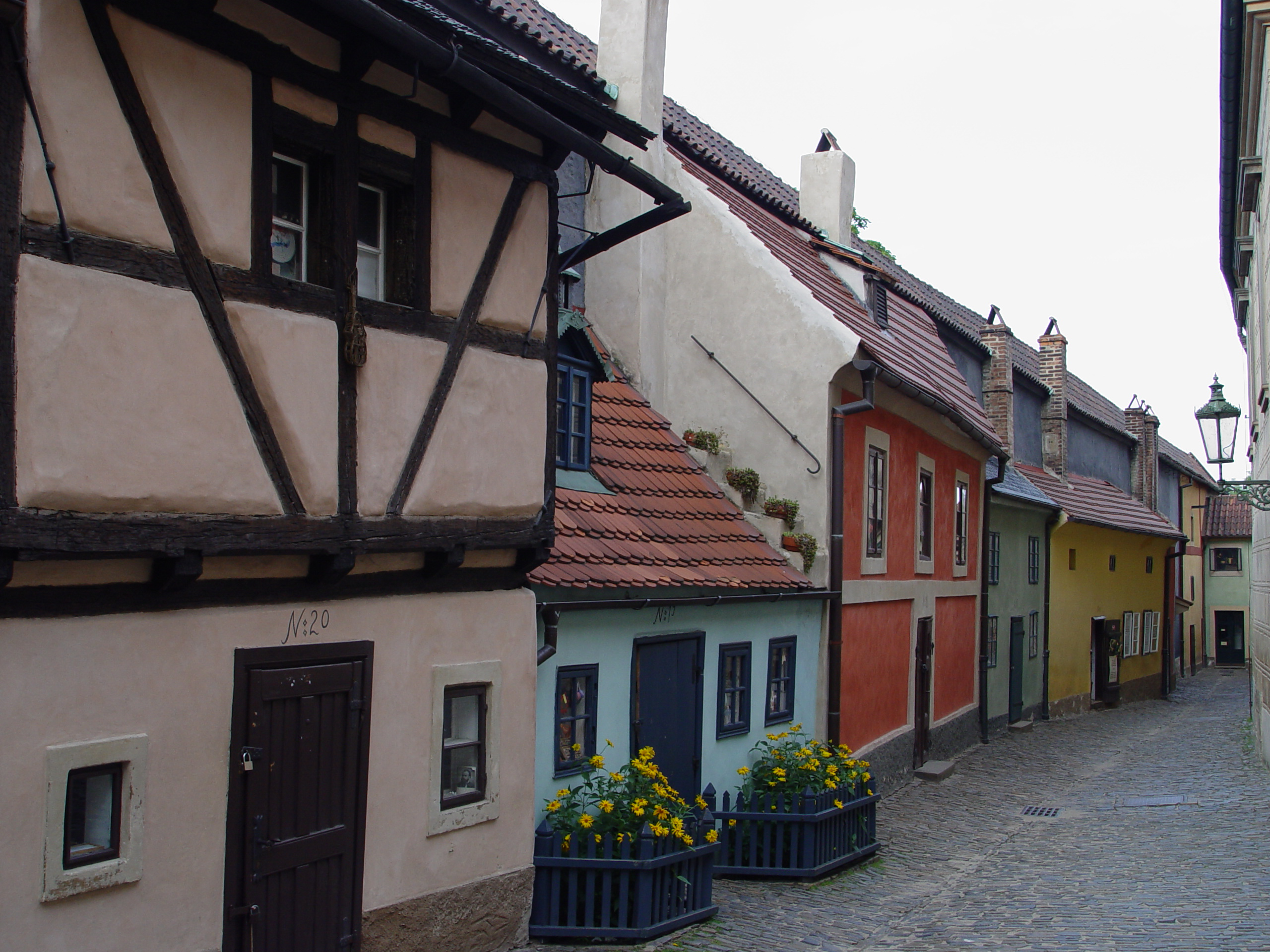
Il Vicolo d'Oro (Zlatá ulička)

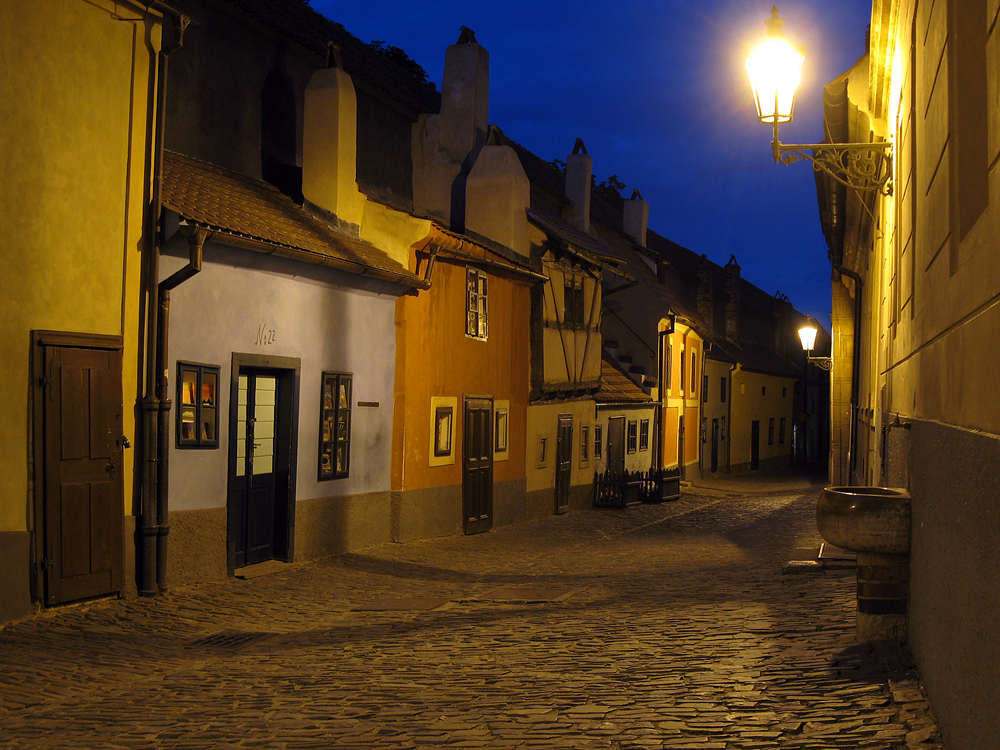
Veduta notturna del Vicolo d'Oro

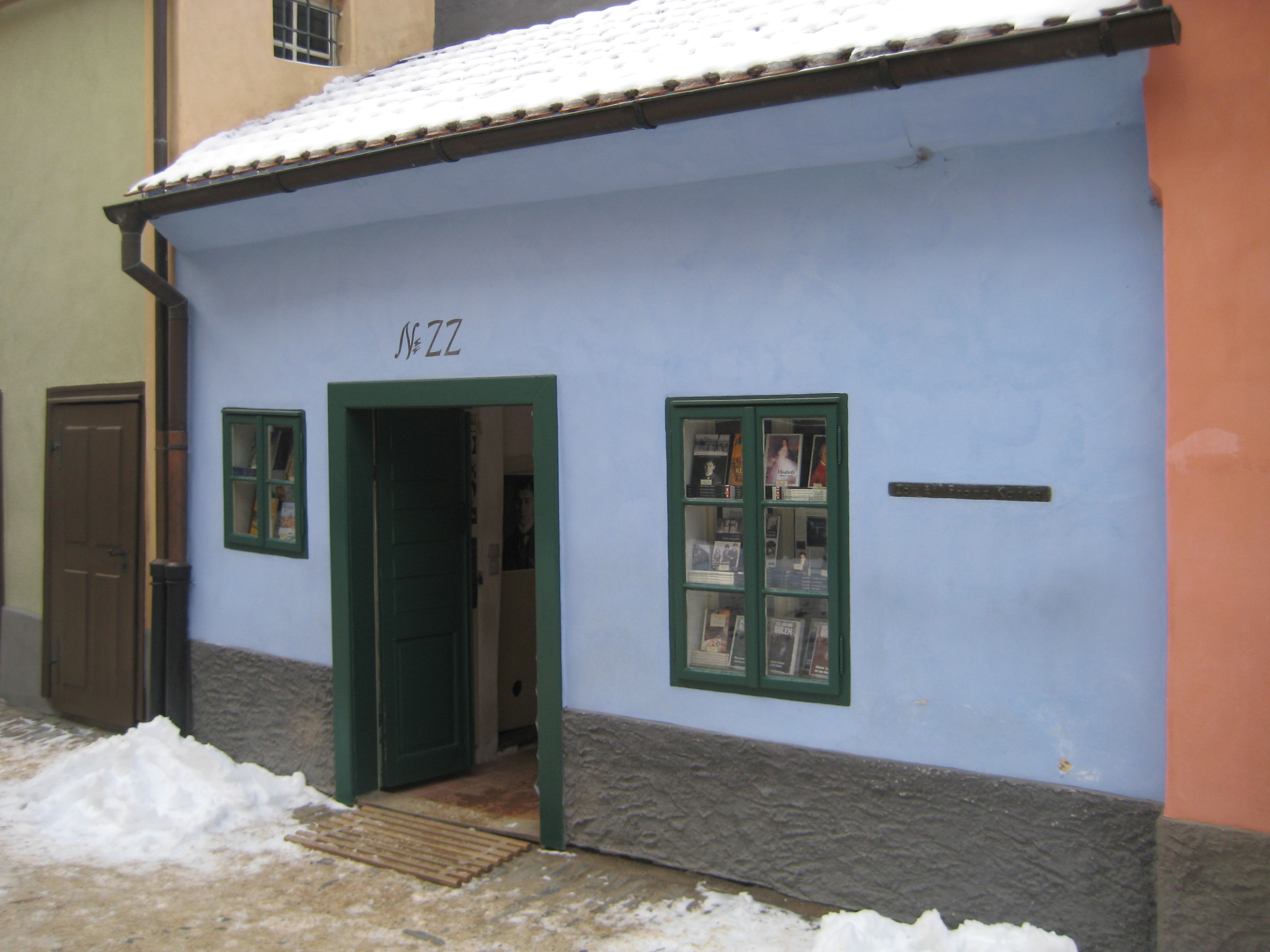
L'edificio in cui abitò Franz Kafka

Il Vicolo d'Oro (in lingua ceca: Zlatá ulička; nome completo: Zlatá ulička u Daliborky, "Vicolo d'Oro presso la torre di Dalibor") è una celebre stradina di Praga, situata nell'area del Castello (nel quartiere di Hradčany) e caratterizzata da una fila di 11 bassi edifici variopinti, che furono costruiti in stile manieristico a partire dalla fine XVI secolo, inizialmente per ospitare le 24 guardie dell'imperatore Rodolfo II d'Asburgo (1552-1612) e le relative famiglie.
Nella via risiedettero, per un breve periodo, anche scrittori famosi come Franz Kafka (dal 1916 al 1917) e Jaroslav Seifert. Oggi la via, uno dei luoghi più visitati della capitale della Repubblica Ceca, è completamente restaurata e nelle casette che vi si affacciano sono stati ricostruite dimore popolari simili a quelle che vi si trovavano fino al 1956, anno in cui gli ultimi residenti del vicolo furono trasferiti in altre abitazioni.

## Etimologia
La via deve il proprio nome agli orafi che in seguito la abitarono. È conosciuta anche come "Via degli Alchimisti", in virtù di una leggenda secondo cui sarebbero vissuti qui anche alcuni alchimisti (in realtà residenti in una via vicina), che cercavano di tramutare il ferro in oro per Rodolfo II d'Asburgo e di produrre la pietra filosofale e gli elisir di lunga vita.

## Ubicazione
La via è situata nella parte nord-orientale dell'area del Castello di Praga, a sud-est rispetto ai Giardini reali e nei pressi del Convento di San Giorgio, e i suoi confini sono "segnati" dalla "Torre Bianca" (Bílá věž), ad ovest, e dalla "Torre di Dalibor" (Daliborka; da cui: Zlatá ulička u Daliborky) e dalla "Torre Nera" (Černá věž), ad est.

## Storia

### Costruzione
Nel 1597, Rodolfo II d'Asburgo diede l'ordine di costruire alcuni edifici per ospitare le 24 guardie della fortezza e le loro famiglie. La costruzione fu probabilmente motivata dalla mancanza di spazio negli edifici attorno al Castello di Praga o - forse - dalle proteste delle badesse del Convento di San Giorgio che protestavano per il comportamento di tali guardie. Successivamente le guardie se ne andarono e nel vicolo trovarono dimora prima artigiani e orafi, poi i poveri.

### XX secolo
Nel 1916 andò ad abitare nella Zlatá ulička, e precisamente all'edificio nr. 22, lo scrittore Franz Kafka, insieme alla sorella Ottla. Qui Kafka, che vi rimase fino al 1917, scrisse i racconti della raccolta Un medico di campagna. Il vicolo continuò ad essere abitato da poveri e da alcuni artisti fino al 1956, anno in cui gli ultimi abitanti furono trasferiti in nuove dimore e la stradina venne restaurata. Contemporaneamente ebbe luogo l’ampia ricostruzione del vicolo ad opera dell’architetto del Castello Pavel Janák. Ai lavori partecipò il famoso regista di film di marionette, illustratore e pittore Jiří Trnka, che propose le facciate colorate oggi note.

### XXI secolo
Dal maggio 2010, la via è stata sottoposta ad un ampio lavoro di restauro. I lavori hanno portato all'apertura di una mostra permanente dedicata alla sua storia dal 1600 al 1956. Il Vicolo è stato riaperto il 1º giugno 2011.